# The Black Knight (Elgar)
The Black Knight, Op. 25 è una sinfonia/cantata per orchestra e coro scritta da Edward Elgar nel 1889-1893. Il librettista utilizza la traduzione di Longfellow della ballata Der schwarze Ritter di Ludwig Uhland.

## Scopo
Basil Maine, uno dei principali biografi di Elgar, ritiene che lo scopo del lavoro sia quello di creare uno stretto mix di toni vocali e strumentali. È evidente anche la necessità di Elgar di organizzare il formato libero della cantata modellandolo in una forma più rigida. Ad esempio, Elgar divide il testo in quattro scene contrastanti corrispondenti ai quattro movimenti di una tipica sinfonia.

## Sinossi
The Black Knight di Elgar racconta la storia dell'intrusione di un misterioso straniero nella corte di un re, con un risultato disastroso e raccapricciante.
Si inizia con una gara di giostre medievali tenuta in onore della festa di Pentecoste: nella competizione il figlio del re batte tutti nella graduatoria, fino a quando arriva un misterioso cavaliere e lo sfida e, mentre il cielo si oscura e il castello trema, lo strano cavaliere combatte e vince. Più tardi quella sera, durante il banchetto, il cavaliere nero ritorna per chiedere al re se può sposare sua figlia e inizia a ballare con lei e, mentre ballano, il piccolo fiore tra i capelli della fanciulla muore misteriosamente. Più tardi, notando il pallore dei due figli del re, l'ospite offre loro un vino "curativo", che li fa crollare e morire subito dopo aver bevuto il veleno. Il vecchio re supplica il cavaliere di ucciderlo, perché non gli è rimasto più nulla per cui vivere, ma il cavaliere rifiuta.
La critica musicale Diana McVeagh osserva che non sembra esserci alcuna causa o spiegazione morale per la malvagità gratuita dello straniero.

## Analisi musicale
Elgar descrisse il lavoro come una "sinfonia per coro e orchestra", sebbene gli editori, Novello, lo abbiano descritto come una cantata. Le quattro scene corrispondono ai quattro movimenti della sinfonia classica. Non ci sono solisti e l'azione è descritta dal coro.
Nella prima scena, "The Tournament", Edward Elgar usa un vivace tema "all'aperto" per rappresentare la folla felice del torneo. Qui il compositore usa una forma terzina che cade sul terzo battere.
La seconda scena inizia con l'orchestra che suona piano. L'orchestra inizia quindi a suonare il tema del cavaliere più forte mentre lui appare. Durante tutta la scena, il compositore utilizza molti accordi di settima diminuita che rappresentano il cavaliere e prefigurano gli eventi disastrosi che verranno. Il coro, che rappresenta la folla, richiede di conoscere il nome del cavaliere e c'è un momento di silenzio prima che il cavaliere risponda.
Nella "Danza" i temi sono leggeri e aggraziati. Inizialmente entra il coro per descrivere la festa del re, ma la musica cambia mentre il tema del cavaliere nero si ripete durante il suo ingresso nel salone. Durante la danza del cavaliere con la figlia del re il suo tema diventa caotico: ad esempio, l'orchestra riproduce l'originale accordo di settima diminuita suonato quando il fiore tra i capelli muore.
"Il banchetto" inizia freneticamente mentre il cavaliere propone un brindisi. Quindi, quando i due giovani muoiono, l'orchestra si calma e suona piano. All'improvviso il coro e il re scoppiano in un grido drammatico mentre i ragazzi muoiono. Il rifiuto del cavaliere di uccidere il re è rappresentato da voci non accompagnate. Il pezzo si conclude drammaticamente con il ritorno di variazioni sul tema del cavaliere annotato forte. Alle ultime sette battute solo due strumenti suonano e la musica va morendo.

## Composizione
Molti credono che il compositore consideri il coro meno importante dell'orchestra. Ad esempio, il coro prende in prestito i brani dell'orchestra o spesso raddoppia l'orchestra. Le parole sono spesso posizionate in modo debole e non sembrano importanti quanto la musica sottostante. "Le parole hanno uno scopo semplicemente meccanico... [non c'è] una buona ragione per cui non dovrebbero essere eliminate". La scrittura orchestrale, è tuttavia competente e caratteristica. Ad esempio, la paura del cavaliere nero è espressa da sequenze armoniche e appoggiature che si risolvono verso il basso. Il compositore usa anche accordi di sesta napoletana per esprimere la malvagità del cavaliere. Per merito di questa inaspettata tecnica compositiva, The Black Knight viene ancora eseguito in tutto il mondo.